# 식물원로 (부산)
식물원로(植物園路)는 부산광역시 금정구 장전동의 소정천삼거리에서 금강식물원까지 이르는 부산광역시도로, 총 연장은 988m이다. 또한 전 구간이 부산광역시도 제6105호선으로 지정된 상태다.

## 유래
당 도로명은 대한민국 최초의 민간인이 운영하는 식물원의 지역 특성을 반영한 것에서 유래되었다.

## 노선 정보
- 총 연장 : 0.988 km
- 기점 : 부산광역시 금정구 장전동 646-17 (소정천삼거리 = 중앙대로와 교차)
- 종점 : 부산광역시 금정구 장전동 508-2 (금강식물원 앞 교차로 = 금샘로, 우장춘로와 교차)

## 지리

### 통과하는 지자체
- 금정구
  - 장전동

### 접촉하는 도로
- 중앙대로 ( 아시안 하이웨이 6호선, 국도 제7호선의 일부)
- 온천장로
- 금정로
- 금강로
- 우장춘로
- 금샘로